# Erhard Klotz
Erhard Klotz (* 7. April 1938 in Heilbronn) ist ein deutscher Politiker (SPD).

## Leben
Der Sohn von Erich Klotz wurde 1963 an der Universität Tübingen zum Dr. iur. promoviert. Er war seit 1967 Bürgermeister und von 1973 bis 1992 Oberbürgermeister der Stadt Neckarsulm.
Zum 1. August 1992 wechselte er in das Innenministerium Baden-Württemberg als Ministerialdirektor und Stellvertreter von Innenminister Frieder Birzele (SPD). Anschließend war er vom 1. Februar 1996 bis 2003 Hauptgeschäftsführer des baden-württembergischen Städtetages. Er war von 1999 bis Januar 2016 Geschäftsführer der Dieter-Schwarz-Stiftung.

## Ehrungen und Auszeichnungen
Für seine Verdienste wurde Klotz mehrfach ausgezeichnet. So erhielt er
- 1985 die Ehrenmedaille der Stadt Neckarsulm und
- 1988 das Bundesverdienstkreuz am Bande.
- 1992 wurde er Ehrenbürger Neckarsulms.
- 2003 wurde er mit dem Verdienstkreuz I. Klasse des Verdienstordens der Bundesrepublik Deutschland und
- 2006 mit der Verdienstmedaille des Städtetages Baden-Württemberg in Silber geehrt.